# Паљурија
Паљурија (грч. Παλιουριά) је насељено место у општини Дескати у периферији Западна Македонија, Грчка. Према попису из 2021. године било је 325 становника.
Према бугарском географу и историчару, Василу Канчову, у Паљурију је 1900. године живело 325 Грка. Село се раније звало Земњач.